# Ramon Miller
Ramon Miller (* 17. Februar 1987 in Nassau) ist ein bahamaischer Leichtathlet, der sich auf den 400-Meter-Lauf spezialisiert hat und 2012 Olympiasieger in der 4-mal-400-Meter-Staffel wurde.

## Sportliche Laufbahn
Erste internationale Erfahrungen sammelte Ramon Miller bei den CARIFTA-Games 2003 in Port of Spain, bei denen er in der ersten Runde über 800 Meter ausschied. Zwei Jahre später gewann er bei den Spielen in Bacolet die Goldmedaille im 800-Meter-Lauf und belegte über 1500 Meter den achten Platz. Bei den Panamerikanischen Juniorenmeisterschaften in Windsor schied er aber in der ersten Runde über 800 Meter aus. 2006 belegte er bei den Zentralamerika- und Karibikjuniorenmeisterschaften in Port of Spain den vierten Platz über 400 Meter und gewann mit der bahamaischen 4-mal-400-Meter-Staffel die Bronzemedaille. Bei den Juniorenweltmeisterschaften in Peking schied er mit der Staffel bereits im Vorlauf aus. 2008 schied er bei den U23-NACAC-Meisterschaften in Toluca de Lerdo in der ersten Runde über 400 Meter aus. Daraufhin wurde er als Staffelläufer für die Olympischen Spiele in Peking nominiert. Er kam in der Qualifikationsrunde zum Einsatz. Im Finale gewann die Mannschaft der Bahamas ohne seine Beteiligung die Silbermedaille hinter den Vereinigten Staaten.
Auch bei den Weltmeisterschaften 2009 in Berlin trat Miller mit der Staffel an, die jedoch wegen eines Wechselfehlers im Vorlauf disqualifiziert wurde. Im Einzelbewerb schied er mit 44,99 s im Halbfinale aus. Sowohl bei den Commonwealth Games 2010 in Neu-Delhi als auch bei den Panamerikanischen Spielen 2011 in Guadalajara gewann er über 400 Meter die Bronzemedaille. Zudem belegte er bei den Commonwealth Games mit der Staffel Platz vier und schied bei den Panamerikanischen Spielen in der ersten Runde aus. Zuvor gewann er bei den Zentralamerika- und Karibikmeisterschaften in Mayagüez die Silbermedaille über 400 Meter sowie Gold mit der Staffel. Bei den Weltmeisterschaften in Daegu konnte er sich dagegen weder mit der Staffel noch individuell für ein Finale qualifizieren. Seinen bis dahin größten Erfolg feierte Miller mit dem Gewinn der Goldmedaille in der 4-mal-400-Meter-Staffel bei den Olympischen Spielen 2012 in London. Dabei führte er die Stafette um Chris Brown, Demetrius Pinder und Michael Mathieu als Schlussläufer zu einem neuen Landesrekord von 2:56,72 Minuten im Finale und setzte sich damit gegen die favorisierte US-amerikanische Mannschaft durch. Im Einzelbewerb über 400 Meter schied er mit 45,11 s im Halbfinale aus.
2013 qualifizierte er sich für die Weltmeisterschaften in Moskau, bei denen er aber mit 47,53 s bereits in der ersten Runde ausschied. 2014 nahm er mit der Staffel an den Hallenweltmeisterschaften in Sopot teil, konnte dort aber nicht das Finale erreichen. Anschließend belegte er bei den World Relays den zweiten Platz, kam aber nur im Vorlauf zum Einsatz. 2015 belegte er bei den World Relays erneut den zweiten Platz und qualifizierte sich über 400 Meter für die Panamerikanischen Spiele in Toronto, schied dort aber mit 48,54 s im Vorlauf aus. Mit der Staffel gewann er bei den NACAC-Meisterschaften in San José die Silbermedaille und wurde bei den Weltmeisterschaften in Peking in der Vorrunde disqualifiziert. Zwei Jahre später nahm er erneut mit der Staffel an den Weltmeisterschaften in London teil, konnte sich aber erneut nicht für das Finale qualifizieren. 2018 gewann er mit der Staffel die Silbermedaille bei den Commonwealth Games im australischen Gold Coast, bei denen er im Vorlauf zum Einsatz kam.
2013 wurde Miller bahamaischer Meister im 400-Meter-Lauf. Er studierte Sportphysiologie an der Dickinson State University.

## Persönliche Bestleistungen
- 200 Meter: 20,50 s (−0,9 m/s), 27. Mai 2012 in Tampa
  - 200 Meter (Halle): 21,89 s, 29. Januar 2010 in Bozeman
- 400 Meter: 44,87 s, 23. Juni 2012 in Nassau
  - 400 Meter (Halle): 46,55 s, 8. Februar 2014 in Birmingham